# Archidiocèse de Toamasina
L’archidiocèse de Toamasina, ou archidiocèse de Tamatave, est l'un des cinq archidiocèses catholiques de Madagascar.

## Histoire
C'est le 18 juin 1935 qu'est établie la préfecture apostolique de Vatomandry. Le 25 mai 1939, elle devient le vicariat apostolique de Tamatave. Le 14 septembre 1955, le vicariat est élevé au rang de diocèse. En avril 1968, il cède une partie de son territoire au profit du nouveau diocèse de Mananjary. En janvier 1990, son nom est changé en diocèse de Toamasina. Il est promu au rang d'archidiocèse métropolitain en février 2010.

## Organisation
Le siège de l'archidiocèse est à la cathédrale Saint-Joseph de Toamasina. 

### Diocèses suffragants
- Diocèse d'Ambatondrazaka
- Diocèse de Fenoarivo-Atsinanana
- Diocèse de Moramanga